# Gaston Thubé
Gaston Thubé (Châteaubriant, 16 de outubro de 1976 — Paris, 22 de junho de 1974) foi um velejador francês, campeão olímpico. Ele competiu nos Jogos Olímpicos de Verão de 1912 na classe 6 Metre e conquistou a medalha de ouro na disputa a bordo do Mac Miche com seus irmãos Amédée Thubé e Jacques Thubé.
Filho do armador do Nantes, Gaston Thubé, e de Marie Amélie Lourmand, casou-se com Madeleine Goullin. Tornou-se diretor administrativo da New African Commercial Company, bem como membro do primeiro conselho de administração do Crédit nantais. Foi admitido como membro da Sociedade Arqueológica e Histórica de Nantes e Loire-Atlantique.